# Kavelbrotjärnen, Ångermanland
Kavelbrotjärnen är en sjö i Härnösands kommun i Ångermanland och ingår i Gådeån-Indalsälvens kustområde.